# Nor-Am Cup 1984
La Nor-Am Cup 1984 fu la 9ª edizione della manifestazione organizzata dalla Federazione Internazionale Sci.
In campo maschile lo statunitense Tiger Shaw si aggiudicò sia la classifica generale, sia quella di slalom gigante; i suoi connazionali Alan Lauba e John Buxman vinsero rispettivamente quella di discesa libera e quella di slalom speciale. Lo svedese Jörgen Sundqvist era il detentore uscente della Coppa generale.
In campo femminile la statunitense Eva Twardokens si aggiudicò sia la classifica generale, sia quella di slalom gigante; le sue connazionali Cindy Oak e Diann Roffe vinsero rispettivamente quella di discesa libera e quella di slalom speciale. La statunitense Eva Pfosi era la detentrice uscente della Coppa generale.